# Weoley Castle

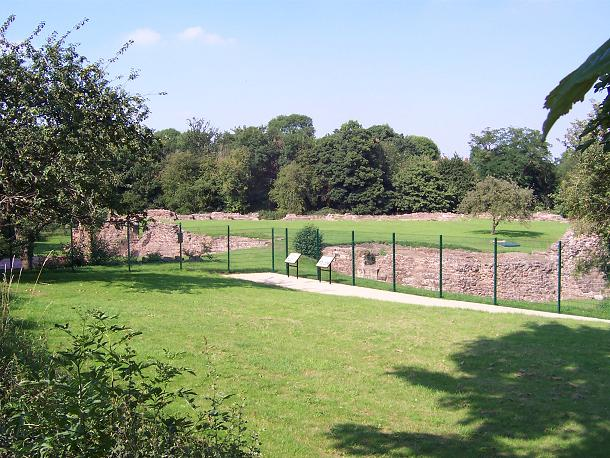
Ruinen von Weoley Castle

Weoley Castle ist die Ruine eines befestigten Herrenhauses im Stadtteil Weoley Castle in Birmingham in der englischen Verwaltungseinheit West Midlands. Das Haus gehört der Stadt Birmingham und wird vom Birmingham Museums Trust als Stadtmuseum verwaltet. English Heritage hat es als historisches Bauwerk II. Grades gelistet und es gilt als Scheduled Monument.
Die archäologischen Beweise weisen auf eine normannische Gründung des Geländes hin, das von einem Graben und einem Wall mit einer Holzpalisade darauf umgeben war.
2019 wurde Weoley Castle von rund 8.000 Personen besucht. 2024 betrug die Besucherzahl etwa 2.900 Personen.